# Eugène Rixen
Eugène Lambert Adrien Rixen, né le 3 juin 1944, à La Calamine (Belgique), est l’évêque de Goiás, au Brésil. D’origine belge, il est maintenant citoyen brésilien.

## Biographie
Né à La Calamine (Kelmis en patois local) , le 3 juin 1944, il est ordonné prêtre pour le diocèse de Liège le 26 juin 1970.
Mgr Rixen part comme missionnaire Fidei Donum au Brésil. Il reçoit l’ordination épiscopale le 25 février 1996 comme évêque auxiliaire de Assis, au Brésil. Deux ans plus tard (en 1998), il est transféré et devient évêque résidentiel de Goiás, un très ancien diocèse de la région Centre-Ouest du Brésil (créé en 1745) dont la population est largement indigène.
Eugène Rixen est connu pour son engagement pastoral auprès des paysans sem terra (sans terre), ceux qui sont spoliés de leurs terres (un très grave problème dans la région). Il est aussi président de la Pastoral des victimes du SIDA.
Par Decret royal du 31 août 2014 Commandeur de l´Ordre de la Couronne (Belgique).